# مسار العمود الظهري-الفتيل الإنسي
مسار العمود الظهري – الفتيل الإنسي (دي سي إم إل) (يُعرف أيضًا باسم مسار العمود الخلفي – الفتيل الإنسي، «بي سي إم إل») هو مسار حسي للجهاز العصبي المركزي مسؤول عن نقل أحاسيس اللمس الدقيق، والاهتزاز، والتمييز بين نقطتين واستقبال الحس العميق (الوضعية) من الجلد والمفاصل. ينقل المسار المعلومات من أنحاء الجسم إلى القشرة الحسية الجسدية الأولية في التلفيف خلف المركزي للفص الجداري في الدماغ. يستقبل المسار المعلومات الواردة من المستقبلات الحسية في أنحاء الجسم، ويحملها عبر السبل العصبية في المادة البيضاء للأعمدة الظهرية في النخاع الشوكي إلى البصلة السيسائية، إذ تستمر في الفتيل الإنسي، ثم إلى المهاد ثم تنتقل منه عبر المحفظة الغائرة منتهية في القشرة الحسية الجسدية. يعود اسم العمود الظهري – الفتيل الإنسي إلى البنيتين المسؤولتين عن حمل المعلومات الحسية: العمود الظهري للنخاع الشوكي والفتيل الإنسي لجذع الدماغ.
تشارك ثلاث مجموعات من العصبونات في هذا المسار: عصبونات الرتبة الأولى، وعصبونات الرتبة الثانية وعصبونات الرتبة الثالثة. تتألف عصبونات الرتبة الأولى من العصبونات الحسية الواقعة في العقدة الجذرية الظهرية، التي ترسل أليافها الواردة عبر عمودين ظهريين – السبيل الناحل والسبيل الإسفيني. تتشابك المحاور العصبية من الرتبة الأولى مع عصبونات المرتبة الثانية لعقدة العمود الظهري (النواة الناحلة والنواة الإسفينية) في البصلة السيسائية السفلية. ترسل عصبونات المرتبة الثانية محاورها العصبية إلى المهاد. تتألف عصبونات المرتبة الثالثة من مجموعة النوى البطنية في المهاد والألياف الصاعدة منها إلى التلفيف خلف المركزي.
يستقبل المستوى العنقي للنخاع الشوكي المعلومات الحسية الواردة من نصف الجسم العلوي التي ينقلها السبيل الإسفيني، بينما يستقبل المستوى القطني المعلومات الحسية الواردة من نصف الجسم السفلي التي ينقلها السبيل الناحل. يقع السبيل الناحل إنسيًا بالنسبة للسبيل الإسفيني الجانبي.
تُعرف المحاور العصبية لعصبونات الرتبة الثانية من النوى الإسفينية والناحلة باسم الألياف المقوسة الداخلية، تشكل هذه الألياف عند مرورها من الخط المتوسط، في التصالب الحسي في البصلة السيسائية، الفتيل الإنسي الذي يرتبط مع المهاد؛ تتشابك المحاور العصبية على العصبونات في مجموعة النوى البطنية التي ترسل بدورها المحاور العصبية إلى التلفيف خلف المركزي في الفص الجداري. تُعد جميع المحاور العصبية المشاركة في مسار «دي سي إم إل» أليافًا كبيرة وسريعة التوصيل ومغمدة بالميالين.

## الوظيفة
يُعد إحساس التمييز شديد التطور في أصابع البشر، ما يمنحهم القدرة على تحديد القوام الدقيق. يسمح ذلك أيضًا بقدرة التجسيم، التي تساعد في اكتشاف ماهية الأشياء المجهولة عبر استخدام اليدين فقط دون الحاجة إلى مدخلات سمعية أو بصرية. تستقبل الجسيمات اللمسية، وهي مستقبلات ميكانيكية واقعة في أدمة الجلد قريبًا من البشرة، تنبيهات الإحساس الدقيق. يحفز تنبيه هذه البنى من خلال الضغط السطحي بدء جهد الفعل. بشكل بديل، قد تشمل المغازل العضلية المستقبلة للحس العميق أو غيرها من مستقبلات لمس سطح الجلد، مثل خلايا مركل، والجسيمات البصلية، والجسيمات الصفاحية ومستقبلات بصيلات الشعر (النهايات محيطية الأهداب) العصبون الأول من هذا المسار.
تُعتبر العصبونات الحسية التابعة لهذا المسار أحادية القطب زائفة، أي تمتلك ناتئًا مفردًا منبثقًا من جسم الخلية مع فرعين مختلفين: فرع محيطي متشابه وظيفيًا مع تغصنات العصبونات النموذجية المستقبلة للمدخلات (لكن يجب عدم الخلط بينه وبين التغصنات الحقيقية)، وفرع مركزي متشابه وظيفيًا مع المحوار النموذجي المسؤول عن نقل المعلومات إلى العصبونات الأخرى (مرة أخرى، يُعتبر الفرعان جزءًا من محوار واحد).

## الأهمية السريرية
يؤدي تلف مسار العمود الظهري – الفتيل الإنسي أسفل منطقة عبور أليافه إلى فقدان الاهتزاز والحس المفصلي (الحس العميق) في نفس الجانب من الجسم. يتسبب التلف أعلى منطقة عبور الألياف في فقدان الاهتزاز والحس المفصلي في الجانب المقابل من الجسم. يُفحص المسار باستخدام اختبار رومبيرغ.
ينتج عن التلف في مساري العمود الظهري فقدان دائم للإحساس في الأطراف. انظر متلازمة براون سيكوارد.